# Hefeextrakt

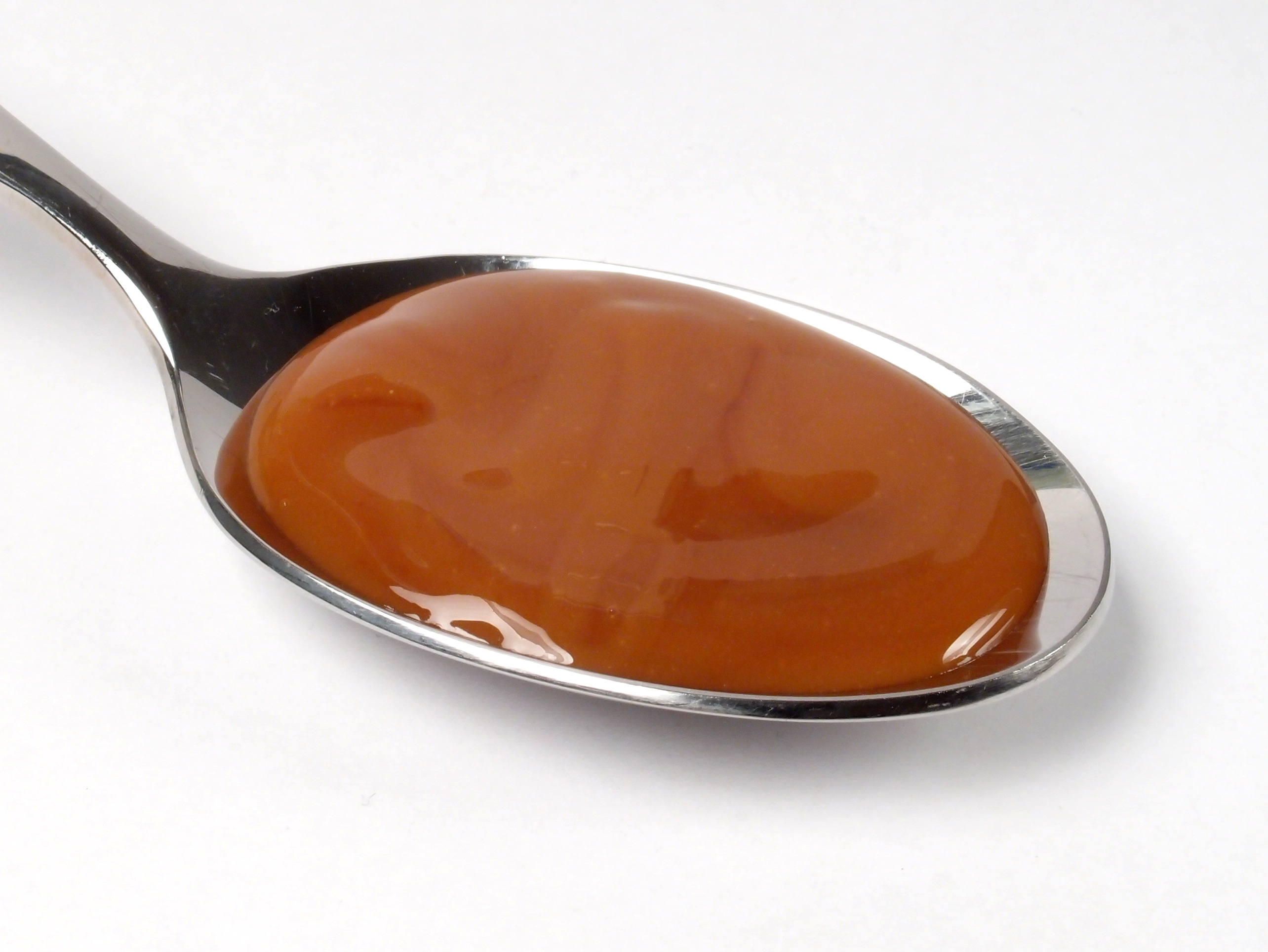
Dickflüssiger Hefeextrakt.

Hefeextrakt ist ein Konzentrat der löslichen Inhaltsstoffe von Hefezellen. Es handelt sich um eine braune Paste oder ein sprühgetrocknetes gelbbräunliches, wasserlösliches Pulver. Hefeextrakt enthält einen hohen Anteil an Proteinen, Aminosäuren und Vitaminen der B-Gruppe. Er schmeckt nicht nach Hefe, sondern hat eher einen würzigen Geschmack ähnlich einer Fleischbrühe (Umami), und wird als Brotaufstrich, Würzmittel und Geschmacksverstärker sowie, vergleichbar mit Nährhefe, in der Krankenernährung verwendet. Teilweise werden dem Hefeextrakt Gewürze oder Kochsalz zugesetzt.

## Herstellung
Zur Herstellung von Hefeextrakt nimmt man überwiegend eiweißreiche, speziell gezüchtete Heferassen (Reinzuchthefe) insbesondere von Backhefe und Torula, aber auch Bierhefe aus der Brauerei, Molke- und Futterhefen. Der Aufschluss der Zellen und die damit verbundene Freisetzung des Zellsaftes erfolgt in der Regel durch Autolyse, das heißt die Selbstauflösung abgetöteter Hefezellen. Die hefeeigenen Proteasen und Hydrolasen hydrolysieren dann die Zellinhalte, wodurch Proteine in Peptide und Aminosäuren, DNA und RNA zu Nukleotiden aufgespalten werden. Um einen höheren Nukleotidgehalt zu erzielen, können die hefeeigenen Enzyme durch Zugabe von Nucleasen ergänzt werden. Dies kann unter anderem deswegen wünschenswert sein, weil die Ribonucleotide Guanosinsäure und Inosinsäure und ihre Salze die geschmacksverstärkende Wirkung des Hefeextraktes vervielfachen.
Neben der Autolyse kann die Freisetzung der Zellinhalte auch durch Thermolyse erfolgen, wobei die Hefezellen in Wasser erhitzt werden, oder durch Plasmolyse mit hypertonischer Kochsalz- oder Zuckerlösung. Die Verfahren werden auch kombiniert, etwa indem die Autolyse durch „Aufschmelzen“ der Zellmembranen bei moderater Hitze unterstützt wird. Prinzipiell ist auch eine säurehydrolytische Gewinnung mit Salzsäure möglich (anstatt der enzymatischen Hydrolyse), aber dann darf das Resultat nicht als Hefeextrakt bezeichnet werden.
Das anfänglich flüssige Auto- bzw. Hydrolysat wird im weiteren Verlauf von den unlöslichen Zellbestandteilen befreit, filtriert, aufkonzentriert und gegebenenfalls sprühgetrocknet, so dass ein Trockensubstanzgehalt von 70–80 % bei pastösem Hefeextrakt, 95–97 % bei Pulver erreicht wird.

## Zusammensetzung
Hauptbestandteile des Hefeextrakts sind Proteinabbauprodukte (Peptide, freie Aminosäuren) und Nukleotide.
Als Beispiel sei die Zusammensetzung von autolytisch gewonnenem, sprühgetrockneten, salzfreien Hefeextrakt mit einem Rohproteingehalt (dies ist ein zusammenfassender Begriff für die stickstoffhaltigen Verbindungen) von 70 % wiedergegeben. Unter den enthaltenen Aminosäuren ist Glutaminsäure die mengenmäßig bedeutendste, die Anteile der Aminosäuren an der Trockensubstanz lauten wie folgt.
| Aminosäure     | Anteil |
| -------------- | ------ |
| Asparaginsäure | 8,0 %  |
| Threonin       | 2,3 %  |
| Serin          | 2,7 %  |
| Glutaminsäure  | 11,9 % |
| Prolin         | 1,8 %  |
| Glycin         | 3,1 %  |
| Alanin         | 5,6 %  |
| Cystein        | 0,4 %  |
| Valin          | 3,8 %  |
| Methionin      | 0,7 %  |
| Isoleucin      | 4,7 %  |
| Leucin         | 3,1 %  |
| Tyrosin        | 1,4 %  |
| Phenylalanin   | 1,8 %  |
| Lysin          | 6,8 %  |
| Histidin       | 1,5 %  |
| Arginin        | 1,3 %  |
| Ornithin       | 0,3 %  |

Wie auch Hefe, ist Hefeextrakt relativ reich an Vitaminen der B-Gruppe, die in dem beispielhaft genannten Erzeugnis in folgenden Mengen enthalten sind.
| Vitamin        | mg/100 g |
| -------------- | -------- |
| Vitamin B1     | 3,0      |
| Vitamin B2     | 11,9     |
| Vitamin B6     | 2,3      |
| Niacin         | 68,0     |
| Biotin         | 0,17     |
| Folsäure       | 3,1      |
| Ca-Pantothenat | 30,0     |

## Verwendung

### Gewürz
Hefeextrakt hat einen herzhaften Eigengeschmack und eine ausgeprägte geschmacksverstärkende Wirkung. Aus diesem Grund wird er vor allem bei der industriellen Produktion von Nahrungsmitteln wie zum Beispiel Saucen, Suppen oder Fertiggerichten, im geringeren Maße auch im Haushalt, als würzende Zutat eingesetzt. Auf der Zutatenliste kann er als „Hefeextrakt“ oder „Aroma“ deklariert werden, um einen Lebensmittelzusatzstoff im Sinne der deutschen Zusatzstoff-Verkehrsverordnung handelt es sich nicht.

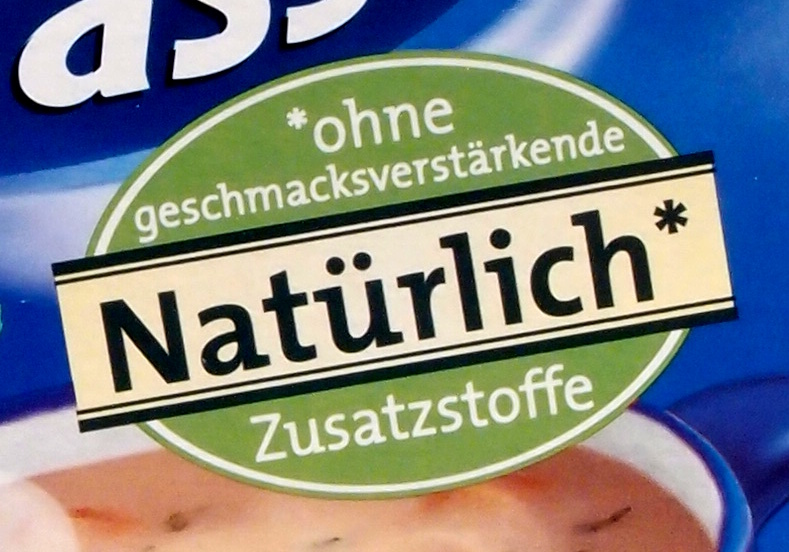
Beschriftung auf einer Tütensuppe, die mit Hefeextrakt gewürzt ist.

Der Eigengeschmack und die Verstärkungswirkung beruhen auf dem Gehalt an Aminosäuren, Peptiden und Nukleotiden, insbesondere Glutaminsäure, Guanylsäure und Inosinsäure. Diese können einem Lebensmittel auch direkt zugegeben werden, üblicherweise in Form von Natrium- oder Kaliumsalzen, müssen dann aber gemäß Anhang VII der Lebensmittel-Informationsverordnung, zuvor § 6 Abs. 4 Nr. 2 LMKV, mit dem Zusatz „Geschmacksverstärker“ im Zutatenverzeichnis aufgeführt werden. Hefeextrakt hat für den Hersteller den Vorteil, dass er auf diese unattraktive Deklaration verzichten kann. Er darf sogar sogenanntes Clean Labelling betreiben und ausdrücklich damit werben, keinen Geschmacksverstärker einzusetzen.

### Nahrungsmittel

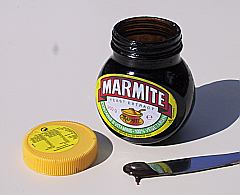
Ein Brotaufstrich auf Basis von Hefeextrakt.

Hefeextrakt dient als Hauptbestandteil verschiedener Brotaufstriche, üblicherweise mit Zusatz von Salz, Pflanzenextrakten und anderen Gewürzen. Hierzu zählen das englische Marmite, das brasilianische Cenovit, das australische Vegemite und das Schweizer Cenovis. In Deutschland gehört ein gesalzener Hefeextrakt namens „Vitam-R“ zu den ältesten Angeboten der Reformhäuser.
Wie auch Hefe ist Hefeextrakt reich an den Vitaminen B1, B2, B3, Niacin, Biotin, Folsäure und Pantothensäure; aus diesem Grund wird er auch in der Krankenernährung eingesetzt. Von Natur aus ist jedoch kaum Vitamin B12 enthalten. Manche Erzeugnisse enthalten künstlich zugesetztes Vitamin B12 und eignen sich dann als Nahrungsergänzungsmittel beispielsweise bei strikt veganer Lebensweise. Für alle Hefeextrakte gilt das aber nicht, es sind also im Zweifel die Herstellerangaben zu beachten. 
Hefeextrakt hat einen hohen Gehalt an Purinen und soll daher von Personen mit erhöhten Harnsäurewerten oder Gicht gemieden werden.

### Weitere Anwendungen
In der biologischen und pharmazeutischen Praxis hat Hefeextrakt einige weitere Anwendungen gefunden:
- Für die Herstellung von Pillen (nicht jedoch den modernen Tabletten) wird Hefeextrakt häufiger als Bindemittel verwendet.
- In der Bakteriologie wird Hefeextrakt als Basis für Nährlösungen und feste Nährmedien verwendet. So ist er unter anderem Bestandteil des LB-Mediums zur Kultur von Bakterien. Insbesondere sein hoher Gehalt an Vitaminen der B-Gruppe ist von Interesse.
- In Kosmetikprodukten wird es in der Liste der Inhaltsstoffe als YEAST EXTRACT (INCI)[6] angegeben.